# Mancera de Arriba
Mancera de Arriba ist ein Ort und eine zentralspanische Gemeinde (municipio) mit 70 Einwohnern (Stand: 2024) in der Provinz Ávila in der Autonomen Region Kastilien-León. 

## Lage
Mancera de Arriba befindet sich in den nördlichen Ausläufern der Sierra de Gredos gut 53 Kilometer westnordwestlich von Ávila in einer Höhe von 935 m. Das Klima im Winter ist kühl, im Sommer dagegen trotz der Höhenlage durchaus warm; der Regen (ca. 525 mm/Jahr) fällt – mit Ausnahme der nahezu regenlosen Sommermonate – verteilt übers ganze Jahr.

## Bevölkerungsentwicklung
| Jahr      | 1970 | 1981 | 1991 | 2001 | 2011 | 2021 |
| Einwohner | 377  | 270  | 201  | 125  | 97   | 72   |

## Sehenswürdigkeiten

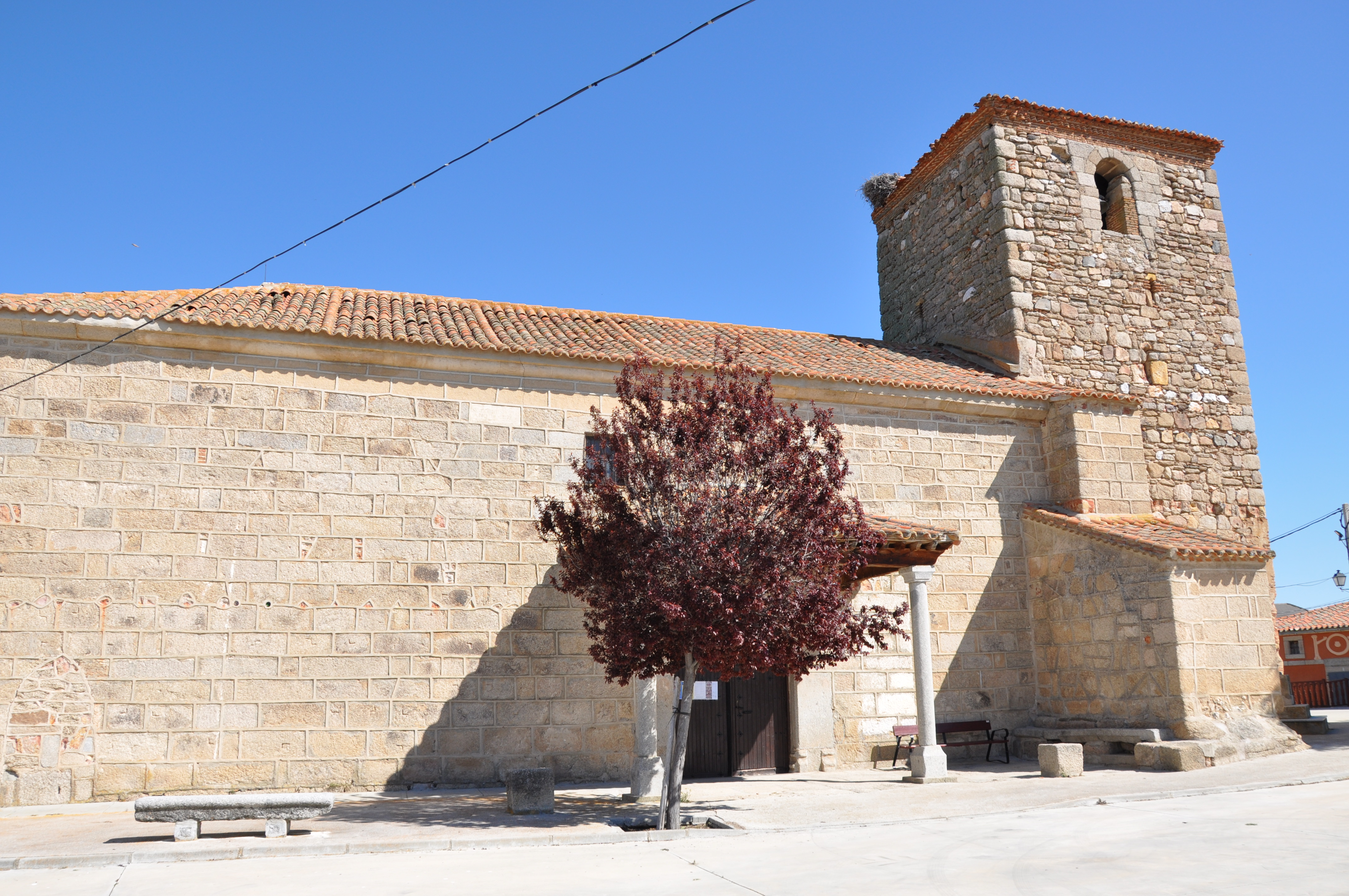
Thomaskirche

- Thomaskirche